# さいたま市記念総合体育館

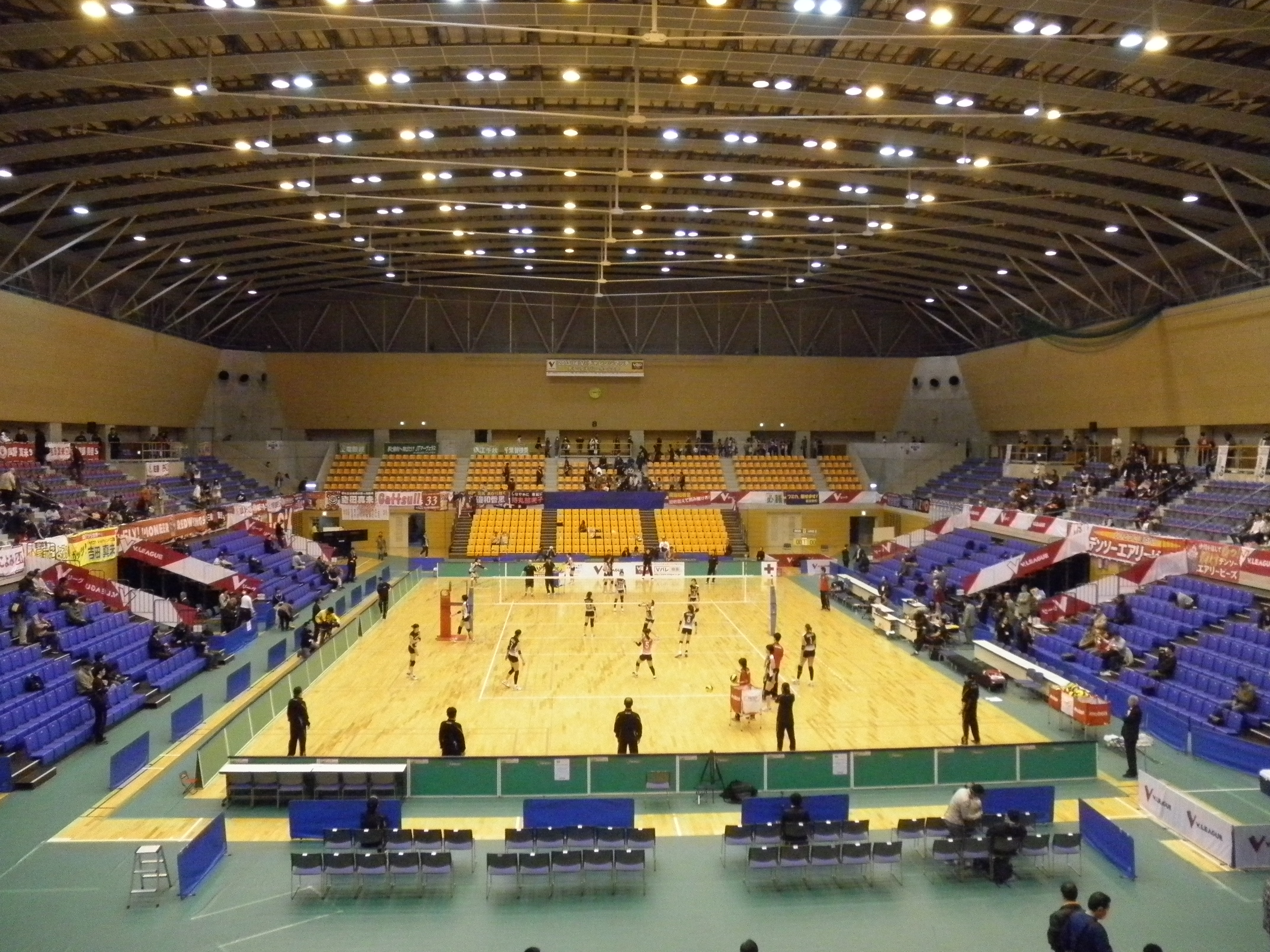
アリーナ

さいたま市記念総合体育館（さいたましきねんそうごうたいいくかん）は、さいたま市桜区道場四丁目にある総合体育館である。愛称は「Vアリーナ」。市の中心体育館で、さいたまブロンコス・T.T彩たまのホームアリーナとなっている。ネーミングライツの導入により、愛称を2017年10月から2023年3月まで「サイデン化学アリーナ」、同年4月から「サイデン化学アリーナさいたま」に改称された。

## 概要
2000年に着工し、2003年5月に完工。メインアリーナは面積2,590平方メートル、スタンド観覧席2,954席（うち可動席966席）を備えている。2003年に「第3回さいたま市景観賞」を受賞した。
2014年3月までは、指定管理者としてクリーン工房が管理運営に当たっていたが、2014年4月より住友不動産建物サービス・住友不動産エスフォルタ・毎日興業共同事業体に変更された。年間利用者数は40万人を越える。
落成当時、現在隣接する桜区役所を中心とする複合コミュニティ施設・プラザウエストはまだ建設されていなかった。
2017年7月、さいたま市が命名権を10月から導入し、ネーミングライツパートナーがサイデン化学に決定したために、本施設名を「サイデン化学アリーナ」とするとした。契約期間は2023年3月末までの5年半で、契約金額は400万円/年。契約満了間際となる2023年3月に契約が更新され、本施設名を「サイデン化学アリーナさいたま」と改める事とした。契約期間は2028年3月末までの5年で、契約金額は従前通りとした。

## 施設
- メインアリーナ[7][8]
  - 面積 2,590m2
  - 利用可能数 - バレーボール 4面、バスケットボール 3面、バドミントン 12面、テニス 3面、卓球 45台
  - 収容人数 最大2,954人（内訳:2階固定席 1,988、1階可動席-966）

- サブリーナ[7]
  - 面積 1,170m2
  - 利用可能数 - バレーボール 2面、バスケットボール 1面、バドミントン 6面
  - 収容人数 2階固定席 200

- 多目的室[7]
  - 面積 240m2×2室
- 弓道場 - 近的 28m、6人立
- プール - 25m×8コース
- トレーニング室
- ランニングコース - メインアリーナの周回280m
- 卓球室
- 会議室・研修室
- 駐車場 394台

## 主な大会・イベント
- 2004年の彩の国まごころ国体ではウエイトリフティング競技の会場になった[9]。
- B3.LEAGUEさいたまブロンコスのホームアリーナの一つである。
- Tプレミアリーグ（男子）T.T彩たまのホームアリーナの一つである。
- 2012年からは全日本大学対抗ウエイトリフティング選手権大会の会場に使用されている。
- 2014年10月11日 - 大相撲さいたま場所（旧浦和場所）が、浦和駒場体育館の耐震補強工事による休館に伴い開催。
- 2015年7月10日～12日 - バレーボール・ワールドグランプリ（予選ラウンド日本大会）[10]
- 2015年8月25日～29日 - 第4回インディアカワールドカップさいたま大会

## 交通アクセス
- 国際興業バス（浦和駅西口発・浦11・浦12・浦12-2・浦桜13-3・浦15系統）「桜区役所」から徒歩1分。
- さいたま市桜区コミュニティバス「桜区役所」から徒歩1分。
- 西武バス・国際興業バス（南与野駅西口発・南与01・南与02・志03-3・北朝02・北浦和駅西口発・北浦03系統）「埼玉大学」から徒歩20分。